# Казки туманного місяця після дощу
«Казки туманного місяця після дощу» (яп. 雨月物語, Ugetsu Monogatari) — японський чорно-білий фільм-дзідайґекі 1953 року, поставлений режисером Кендзі Мідзогуті за оповіданнями Акінари Уеди «Таверна Асадзі» та «Хтивість змії» зі збірки «Ugetsu monogatari». На Венеційському міжнародному кінофестивалі (1953) фільм отримав «Срібного лева» та Премію Пазінетті. Він також був номінований на здобуття премії «Оскар» 1956 року в категорії за найкращий дизайн костюмів .

## Сюжет
Японія, кінець XVI століття. До села на березі озера Біва на околицях Омі наближається грізна армія феодала Сібати. Гончар Гендзуро і його шуряк Тобей, який мріє стати самураєм, вимушені працювати не покладаючи рук, щоб заробити якомога більше грошей. Коли армія входить у село, велика частина його мешканців ховається, щоб не загинути та не потрапити в руки ворога, але Гендзуро, усупереч закликам дружини Міягі до обережності, на свій ризик йде перевірити, як працює піч і як обпалюються горщики. Він устигає врятувати товар і навантажити його на човен, куди разом з ним сідають Міягі та їх син, а також Тобей і його дружина Охама. Пливучи по озеру Біва до Омі, де, як кажуть, процвітає торгівля, утікачі зустрічають пораненого рибалку, який перед смертю попереджає, що в цих водах господарюють пірати. Гендзуро і Тобій висаджують невдоволених дружин на берег і наказують їм повернутися в село обхідними шляхами. Потім вони вирушають на ринок, щоб продати горщики. Жінка з незвичайною і чарівливою зовнішністю ― принцеса Вакаса, єдина донька феодала Куцо, — хвалить товар Гендзуро і просить доставити вибрані нею предмети в маєток «Куцукі».
Тобей, якого все так само переслідують мрії про славу, купує за власні кошти обладунки та спис самурая. Його дружина, опинившись вдалині, заробляє на життя проституцією. У маєтку принцеса пропонує Гендзуро одружитися з нею. Вона танцює для нього, проводить з ним ніч і приймає ванну спільно з ним. У відповідь вона вимагає повного підпорядкування. Вона веде його на пікнік біля озера. «Це рай», — шепоче зачарований Гендзуро. У цей час його дружину, що зубожіла, вбивають солдати, що напали. Тобей обманом приписує собі військовий подвиг (вбивство високопоставленого воєначальника) і приносить голову убитого його ворогові як трофей. Так він стає прославленим самураєм — доки не зустрічає свою дружину у борделі. Після жорсткого з'ясування стосунків вони вирішують знову почати спільне життя. Гендзуро дізнається, що принцеса Вакаса належить царству тіней і обов'язково затягнула б туди і його, якби він не послухався поради одного ченця та не витатуював на спині молитву до Будди — захист від злісних намірів з потойбічного світу. Маєток, де йому довелося пізнати любовний екстаз, насправді тільки купа руїн. Він повертається додому і знову бачить Міягі та сина. Але наступного дня дізнається, що і це було лише маренням: його дружина вбита, а сина взяв на виховання старійшина села. Тепер Міягі належить іншому світу, але продовжує говорити звідти з чоловіком, який помалу повертається до роботи.

## У ролях
| • Мачіко Кьо     | … | Вакаса          |
| • Масаюкі Морі   | … | Гендзуро        |
| • Кінуйо Танака  | … | Міяґі           |
| • Сакае Одзава   | … | Тобей           |
| • Міцуко Міто    | … | Охама           |
| • Кікуе Морі     | … | Укон            |
| • Рьосуке Кагава | … | старійшина села |

## Знімальна група
- Автори сценарію — Мацутаро Каваґуті, Йосіката Йода за оповіданнями Акінари Уеди «Таверна Асадзі» та «Хтивість змії» зі збірки «Повість сумного місяця після дощу» (Ugetsu monogatari, 1776)
- Режисер-постановник — Кендзі Мідзогуті
- Продюсер — Масаїті Нагата
- Композитори — Фуміо Хаясака, Тамекіті Мотідзукі, Ітіро Сайто
- Оператор — Кадзуо Міягава
- Монтаж — Мицудзо Мията
- Художник-постановник — Масацугу Хашимото
- Художники по костюмах — Тадаото Каїносе, Шима Йошизане
- Художник-декоратор — Косабуро Накадзіма
- Артдиректор — Кісаку Іто

## Прем'єра
Незвичайну блискучість цього фільму можна пояснити трьома елементами. У кожному фільмі Мідзогуті описує певну грань чоловічого життєвого досвіду: в цьому випадку це війна, найуніверсальніший досвід, при зіткненні з яким здвигаються життєві засади кожної людини. Крім того, війна — щонайпотужніший проявник характерів: вона виявляє в Тобеї апетит до слави й удаваності, в Гендзуро — пожадливість і чуттєвість. Нарешті, Казки туманного місяця після дощу — найжвавіший фільм Мідзогуті: його переповнює напруженість, постійне шаленство; і жодна картина цього режисера не була так насичена рухами камери. Шаленство стихає у фантастичних епізодах, коли Гендзуро зазнає любовного екстазу (прекрасні сцени в лазні і на пікніку) і пізніше дізнається про існування інших світів.
Фільм приніс Кендзі Мідзогуті другого «Срібного лева» на Венеційському міжнародному кінофестивалі, а разом з ним і бурхливе захоплення європейської кінокритики, що не соромилася порівнювати режисера з Шекспіром, Тіціаном і Бетховеном. Це один з улюблених фільмів Андрія Тарковського та Мартіна Скорсезе.
Проте, в самій Японії у фільмі побачили песимістичний коментар Мідзогуті з приводу масової міграції сільського населення в міста, яка розгорнулася в країні після Другої світової війни. Одночасно з Мідзогуті на той самий процес відгукнувся і Ясудзіро Одзу — фільмом «Токійська повість».

## Техніка
У «Казках туманного місяця» повною мірою використані характерні для Мідзогуті художні прийоми — відмова від монтажу (склеювання застосовуються лише для з'єднання сцен) і довгі горизонтальні «плани-свити» (як, наприклад, перехід з кімнати в будинку пані Вакаси до купання подружжя в лазні до їхнього бенкету на свіжому повітрі). Завдяки цим безперервним планам, як помітив російський кінокритик М. Трофименков, в художніх координатах фільму «Грань між реальністю й чаклунством, світом людей та світом духів (далеко не завжди ворожих) не просто проникна, а не існує взагалі».

## Визнання
| Нагороди та номінації фільму «Казки туманного місяця після дощу» | Нагороди та номінації фільму «Казки туманного місяця після дощу» | Нагороди та номінації фільму «Казки туманного місяця після дощу» | Нагороди та номінації фільму «Казки туманного місяця після дощу» | Нагороди та номінації фільму «Казки туманного місяця після дощу» | Нагороди та номінації фільму «Казки туманного місяця після дощу» |
| Рік                                                              | Кінофестиваль/кінопремія                                         | Категорія/нагорода                                               | Номінант                                                         | Результат                                                        |                                                                  |
| ---------------------------------------------------------------- | ---------------------------------------------------------------- | ---------------------------------------------------------------- | ---------------------------------------------------------------- | ---------------------------------------------------------------- | ---------------------------------------------------------------- |
| 1953                                                             | Венеційський міжнародний кінофестиваль                           | Золотий лев                                                      | Казки туманного місяця після дощу                                | Номінація                                                        |                                                                  |
| 1953                                                             | Венеційський міжнародний кінофестиваль                           | Срібний лев                                                      | Кендзі Мідзогуті                                                 | Перемога                                                         |                                                                  |
| 1953                                                             | Венеційський міжнародний кінофестиваль                           | Премія Пазінетті                                                 | Казки туманного місяця після дощу                                | Перемога                                                         |                                                                  |
| 1954                                                             | Премія «Майніті»                                                 | Найкраща робота художника-постановника                           | Кісаку Іто                                                       | Перемога                                                         |                                                                  |
| 1954                                                             | Премія «Майніті»                                                 | Найкраще звукове оформлення                                      | Івао Отані                                                       | Перемога                                                         |                                                                  |
| 1956                                                             | Премія «Оскар»                                                   | Найкращий дизайн костюмів                                        | Тадаото Каїносе                                                  | Номінація                                                        |                                                                  |